# Yamato-e

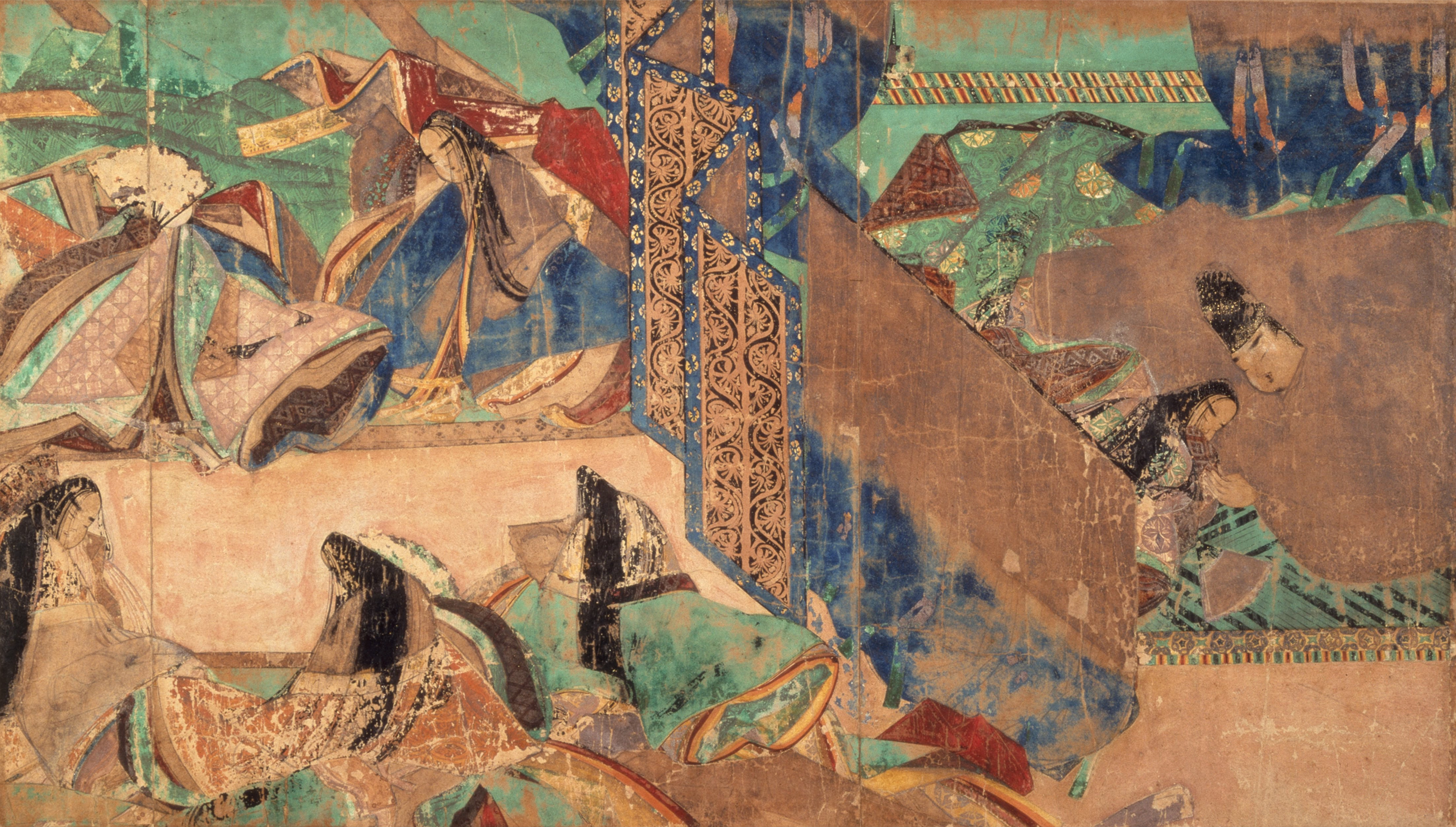
Genji monogatari emaki (XIIe siècle). Musée d'Art Tokugawa, Nagoya.

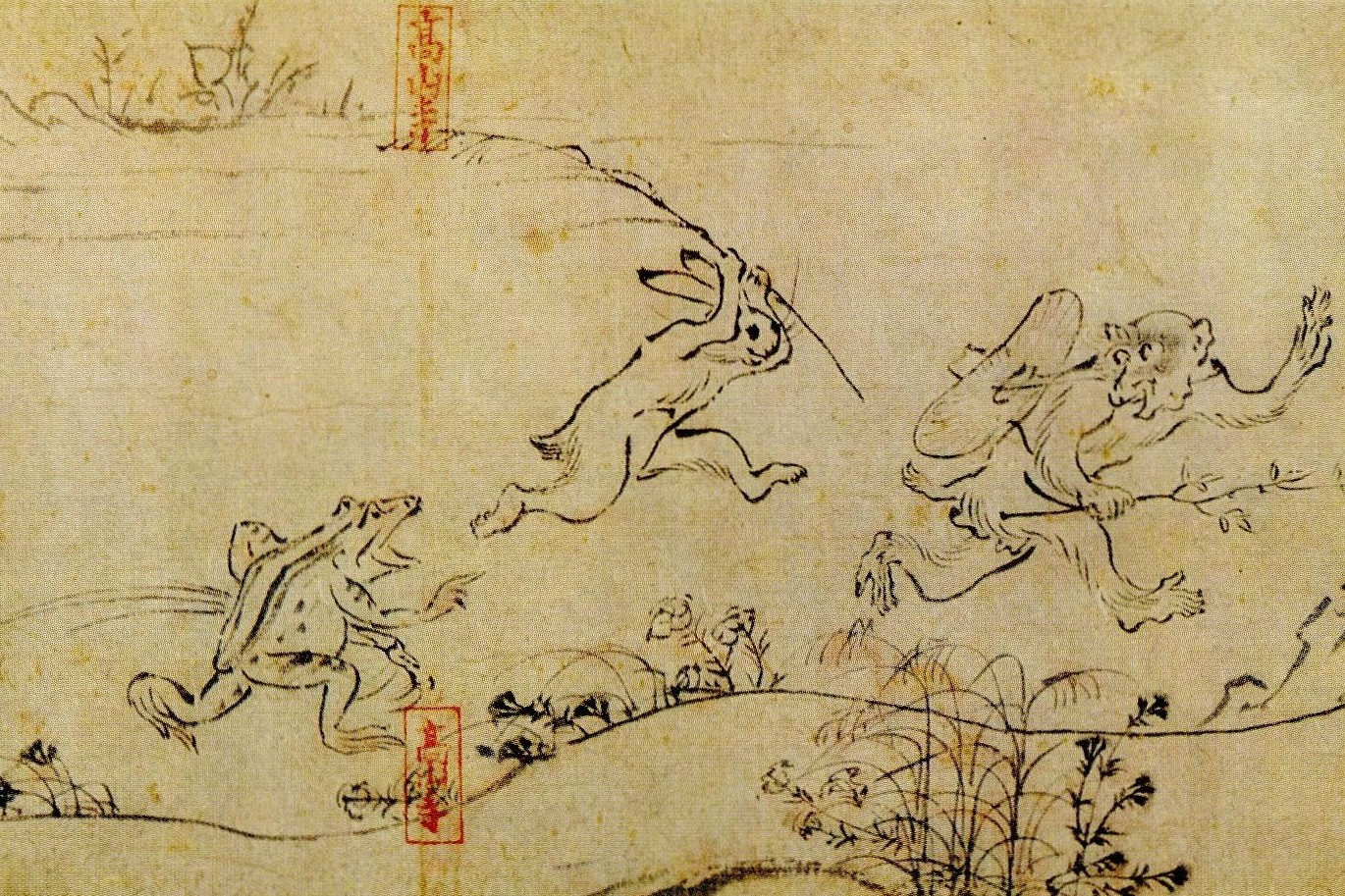
Rouleau des « Caricatures d’animaux ». (détail).
Emaki, 2e quart du XIIe siècle. Encre sur papier, H. 30 cm.

Rouleau enluminé des Enfers : L'Enfer du mortier de fer. Emaki, fin XIIe siècle. Couleurs sur papier,. Musée national de Nara.

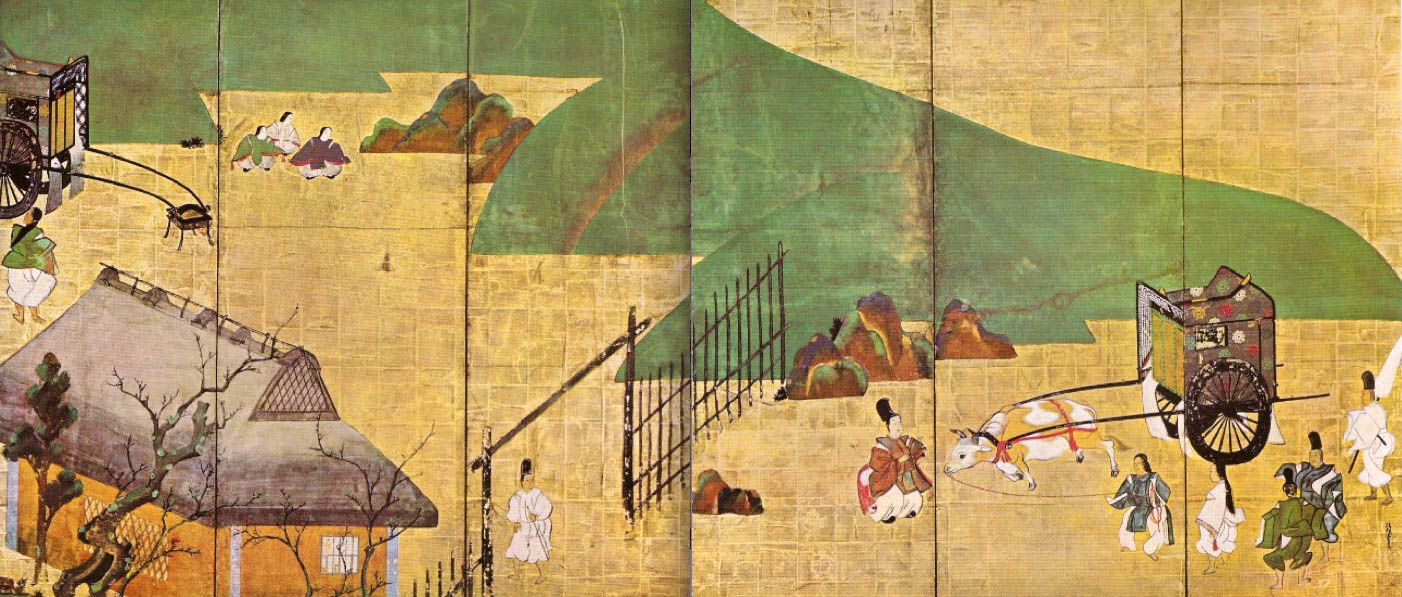
Scène de Sekiya du Roman de Genji. Tawaraya Sōtatsu, début. Paravent à six feuilles, or et couleurs sur papier, H. 151,7 ; L. 354 cm. Musée d'art Seikadō Bunko.

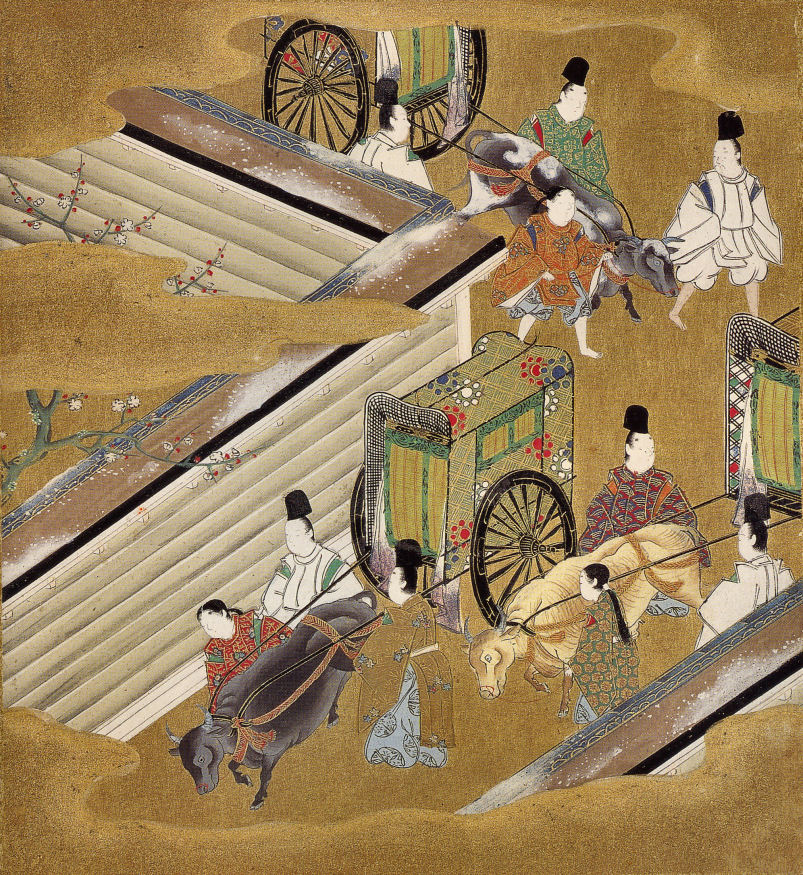
Attribué à Tosa Mitsuoki (1617-1691), Gengi monogotari. Mary Griggs Burke Collection.

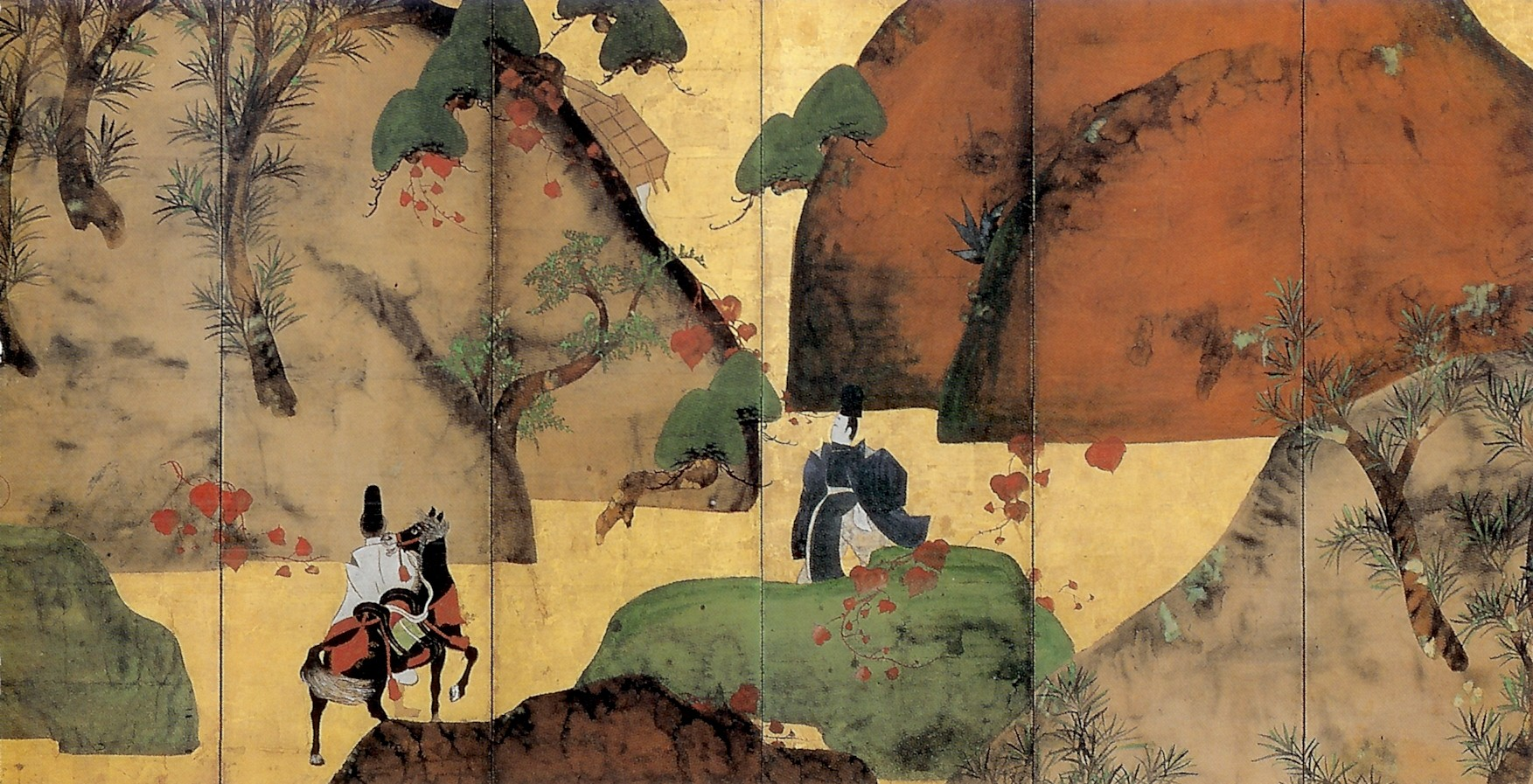
Fukae Roshu (école Rinpa), Le Chemin étroit (?). Paravent de 6 panneaux, couleur sur papier et feuilles d'or, av. 1757. Musée national de Tokyo.

Le yamato-e (大和絵) est un style de peinture japonais qui se développe au début de l'époque de Heian (VIIIe – IXe siècle) dans la peinture profane de la cour impériale et la peinture bouddhique. Ce mouvement artistique et pictural est né de l’émergence d'une esthétique nationale japonaise, plus décorative, détaillée et inspirée de l'homme et de son quotidien au Japon, en opposition aux styles continentaux plus grandioses (surtout chinois), qui influençaient fortement tous les arts japonais depuis environ le IVe ou Ve siècle.
L'émergence de ce style fait suite aux premiers usages de caractères kana, syllabaires qui permettait une littérature en langue vernaculaire, dont la première compilation (fin VIIIe -début IXe siècle), de poésies tanka, le Man'yōshū, et le premier roman, Taketori monogatari (le Conte du coupeur de bambous), aussi au début de l'époque de Heian.
Intimement lié au goût des aristocrates de Heian, qui appréciaient le raffinement, la poésie, la mélancolie, ou encore la retenue, le style induit plusieurs évolutions techniques et picturales, avec notamment la peinture profane sur porte coulissante (shōji) et sur longs rouleaux de papiers (emaki).
Par la suite, on le considère comme le style japonais traditionnel, en opposition au style plus moderne de l’ukiyo-e. Au XVe siècle, l'école Tosa a repris les thèmes du yamato-e, dont elle se réclame. Le yamato-e a également eu une grande influence sur l'école Rinpa (琳派) et l’ukiyo-e (浮世絵), ainsi que sur le nihonga (日本画) au cours de l'ère Meiji, et ensuite jusqu'à aujourd'hui.

## Définition
Il n'est pas forcément facile de définir le yamato-e. Étymologiquement, ce sont les images (絵, e) du Japon ancien (大和, yamato).
Cependant, de même que l'on peut définir le nihonga (日本画), la peinture japonaise, en l'opposant au yo-ga (西画), la peinture occidentale, on peut de la même façon définir le yamato-e comme étant la peinture de l'ancien Japon, par opposition au kara-e, « image des Tang », d'origine chinoise, qui domine fortement l'art de l'époque de Nara. 
En ce sens, le yamato-e est un art du quotidien, faisant appel à des thèmes japonais, par opposition à l'art chinois, perçu comme une forme d'art savante, faisant appel à des thèmes chinois.
En pratique, on peut retenir une acception large du terme yamato-e, couvrant toute la peinture de genre sur des thèmes japonais, y compris en particulier les rouleaux peints e-makimono.

## Histoire
Même si le terme de peinture du yamato-e n'apparait probablement qu'à l'époque de l'empereur Uda (889-897), il existait déjà auparavant un style de peinture au Japon[Lequel ?], dès les périodes Jōmon et Yayoi. C'est dès ces époques que l'on peut chercher l'origine du yamato-e.[réf. nécessaire]
Le début de l'art du yamato-e en tant que tel remonte donc sans doute au milieu du IXe siècle.
On peut y voir une réaction au kara-e, d'origine chinoise, qui n'irriguait guère qu'une toute petite partie de la haute société japonaise. Après une période où le souci du Japon avait été de découvrir la culture chinoise et de se mettre à l'étude de son organisation, de son art, de ses techniques (papier, encre, pinceaux), de sa religion (bouddhisme) et de ses sciences (y compris l'écriture, jusque-là absente), est venu le moment de l'assimilation, ou plutôt de la redécouverte de la culture nationale, à la lumière de la découverte de la culture chinoise.
Dominant durant toute l'époque de Heian ainsi que celle de Kamakura, le genre perd de sa vigueur à l'époque de Muromachi au profit du sumi-e, peinture au lavis de paysage fortement influencée par le zen. L'école Tosa fait toutefois perdurer le yamato-e durant de nombreux siècles.

## Principaux thèmes
- Beautés de la nature, « Quatre saisons » (en pratique, lieux célèbres).
- Portraits : l'art du portrait n'est venu qu'assez tardivement, après l'époque Heian, notamment le portrait réaliste, nommé nise-e.
- Contes classiques : Genji monogatari, Murasaki Shikibu nikki (tiré du célèbre journal de Murasaki Shikibu), Nezame monogatari.
- Thèmes bouddhistes : Kako Genza Inga-kyo (Sūtra des Causes et des Effets, dans le passé et dans le présent), Gaki zōshi (Rouleau des fantômes affamés), Jigoku zoshi (Rouleau des enfers).
- Peintures « d'actualité » : Gunki monogatari (Contes militaires), Hōgen monogatari (Contes de la rébellion Hōgen), Heiji monogatari (Contes de la rébellion Heiji).

## Quelques œuvres marquantes en particulier
Parmi les œuvres marquantes du yamato-e qui ont survécu, on peut mentionner les peintures suivantes, qui sont le plus souvent des rouleaux, et dont l'auteur n'est pas toujours connu :
- peinture murale polychrome, tumulus de Takamatsu-zuka, Asuka, préfecture de Nara, fin du VIIe siècle ;[réf. nécessaire]
- peinture murale polychrome, Hōō-dō (Salle du Phénix) du Byōdō-in, XIe siècle ;
- paravent avec paysage du Tô-ji, XIe siècle ou XIIe siècle, conservé au Musée national de Kyôto ;
- Rouleaux illustrés du Dit du Genji (Genji monogotari emaki), début du XIIe siècle, musée Gotō (Tōkyō) et musée d'art Tokugawa (Nagoya) ;
- Rouleaux des animaux et des gens folâtrant (Choju jimbutsu giga), attribué à Toba Sōjō (première moitié du XIIe siècle), Kozan-ji, Kyōto ;
- portrait de Minamoto Yoritomo (Minamoto yoritomo zo), attribué à Fujiwara Takanobu (fin du XIIe siècle, Jingo-ji, Kyōto ;
- Rouleau des enfers (Jigoku zoshi), fin du XIIe siècle, version Anju-in, Musée national de Tōkyō ;
- Rouleau des maladies (Yamai no sōshi), fin du XIIe siècle, Musée national de Kyōto, et musée Matsunaga, Odawara, préfecture de Kanagawa ;
- Biographie illustrée du moine itinérant Ippen (Ippen hijiri-e), daté de 1299, Kankikō-ji (temple japonais), Kyōto ;
- Rouleaux illustrés du Dit de Heiji (Heiji monogotari emaki), seconde moitié du XIIIe siècle, Musée national de Tōkyō et musée des Beaux-Arts de Boston ;
- Rouleaux des divinités shinto de Kasuga (Kasuga gongen kenki), de Takashina Takakane, daté de 1309, collection de la Maison impériale.